# AMT Hardballer
AMT Hardballer je klon pištole  Colt Colt M1911, kljub temu pa nekateri sestavni deli niso zamenljivi. Pištolo je leta 1977 razvilo podjetje Arcadia Machine and Tool, znano po kratici AMT. Hardballer je bila prva različica pištole 1911 izdelana iz nerjavečega jekla. Od originala se je pištola kot prva ločila tudi po nastavljivem zadnjem merku ter podaljšani varovalki na ročaju. 

## Modeli

### AMT Combat Government
Hardballer je bil razvit kot športna pištola, leta 1978 pa je AMT na trg poslal tudi različico Combat Government z nenastavljivimi merki za uporabo v policijskih enotah. Od leta 1985 se pištola prodaja pod imenom Government.

### AMT Hardballer Longslide
Longslide je različica s podaljšano cevjo dolžine 267 mm. Pištolo so začeli prodajati leta 1980, drugih sprememb pa na pištoli ni bilo.

### AMT Skipper
Skipper je kompaktna različica Hardballerja, ki je na trg prišla leta 1980. Cev je skrajšana na 102 mm, pištolo pa so nehali izdelovati leta 1984.

### AMT Commando
Pištola Commando je nastala še v tovarni AMT, kasneje pa je bila dodelana v podjetju Galena Industries. Originalni AMTjev Commando je imel cev dolgo 127 mm, ni pa imel indikatorja za naboj v ležišču in ni imel t. i. bobrovega repa nad ročajem, ki je del varovalke. Izboljšani Commando je kompaktna različica modela Government in ima cev dolžine 102 mm v ogrodju standardne dolžine. Izdelujejo ga za naboj .40 S&W in uporablja okvirje kapacitete 8 nabojev.

### AMT Accelerator
Accelerator je v bistvu model Longslide, ki ga je posodobilo podjetje Galena in ga predelalo za uporabo naboja .400 Corbon. Model ima tudi podaljšan bobrov rep.

### AMT Javelina
Javelina je v bistvu AMT Longslide, predelan za uporabo naboja 10 mm Auto in uporablja okvirje kapacitete 8 nabojev.

## Zanimivosti
Ime Hardballer je pištola dobila zaradi tega, ker zanesljivo deluje le s polnooplaščenimi kroglami, za uporabo svinčenih krogel pa je potrebno rahlo popraviti ležišče naboja.